# Pixiv
pixiv（日语：ピクシブ）是一个由pixiv股份有限公司运营，主要由日本艺术家所组成的以插图、漫画和小说艺术为中心的虚拟社区网站。由上谷隆宏等人于2007年9月10日首次推出第一個测试版，网站名称的词源来自像素（pixel）。
pixiv目的是提供一个能让艺术家发布他们的插画，並透過評級系統反應其他用戶意見之處，網站以用户投稿的原创图画为中心，以标签、书签、作品回应、排行榜等功能形成具有其特色的社交网络。
目前pixiv公司總部位於日本東京都澀谷區千駄谷。

## 歷史
对插画艺术感兴趣的程序员上谷隆宏（在pixiv網站上其用戶名為），於2007年9月9日投稿了一张烧水壶的铅笔画；2007年9月10日参考了Flickr，设计出pixiv的測試版原型并开始对外公测。在網站營運後第20天後，用戶數量便已經超過10000名。同年10月1日由於用户数目的增多，已無法只由上谷隆宏維持，改將測試版交由当时的crooc公司（现pixiv公司的前身）进行运营。
2007年12月18日，經過數次大規模的功能更新後形成目前的形態。
2008年11月1日，管理公司Crooc更名為Pixiv公司。
雖然該網站只在日本正式代理，但來自中国大陆、台灣、美國和南韓的跨國際註冊者亦有逐漸增加的趨勢。pixiv國際化正在計劃中，但海外版網頁架設將會先考慮從具有大量用戶的亞洲地區開始，如中文版和韩文版。一些歐洲國家如法國、德國和意大利等高點擊量的國家，也將予以考慮。而英語版本仍會是提早優先架設。
2010年5月，pixiv已擁有超過200萬會員、1100萬份作品，並每天會收到超過20000份原創作品。而在2010年1月時，該網站平均每天約被訪問約34萬次；2010年5月統計時，則每個月平均約有15億次瀏覽數。
2012年2月29日，pixiv結束部落格服務。
2014年8月31日，「pixiv.com Beta」正式關閉。
2017年8月10日，推出pixiv PAY服务。
2017年9月18日，中国大陆地区受到针对pixiv的DNS污染，无法访问。同日18时13分，pixiv官博发布微博，表示“调查中”。2018年9月13日，封锁升级为基于SNI的HTTPS阻断，Hosts访问法失效。
2017年9月19日19时34分 (UTC +8)，pixiv发布推文，宣布将于2017年9月29日12时 (UTC +9)停止pixiv的短网址“p.tl”服务。
2020年4月28日，pixiv用戶突破5000萬。
2020年9月3日，宣佈推出跨平台發佈功能，中國大陸蓝湾博阅的涂檬（Tumeng）為第一個合作平台。
2020年10月1日，宣佈pixiv PAY服務終止，相關積分和轉帳服務至同年12月15日。
2022年7月26日，pixiv的作品数量突破1亿。
2025年1月28日，pixiv宣佈啟用新標誌。新標誌以數字「0」和「1」為基礎設計，體現了pixiv於數位空間內提供服務的特色，同時「p」字的缺角以及其他字母的圓角等略帶不規則性的變化，則表現出了人類總能用豐富的創造力在創作時發現意想不到的樂趣。

## 特點
pixiv的理念是作者无专业、业余和风格之分，通过用户自己创作的藝術插画、創意寫作等作品（但排除大多數形式的攝影作品）和其他用户之间对各自作品的回应形成社會性網路；不善绘画的用户也能通过对其他作者的作品进行赞、回应等方式参与到其中。pixiv目前接受插画、漫画、小说及動圖四类内容的投稿，并通过标签系统对用户的作品进行分类和搜索，主題來源可能為日本動畫、日本漫畫、電子遊戲的同人藝術，或者是純粹的原始藝術。當圖片內容只適合成人觀眾而不適合兒童觀賞時，便會透過一過濾器分開其內容，避免兒童直接瀏覽，這項設定可在用戶的個人資料中開啟或關閉通過。
在pixiv浏览和投稿必须事先注册一个账号，对注册者的身份并无限制，且不需要現有帳戶成員提出邀請就能註冊，但原则上禁止一人擁有多個帳号。pixiv的基本服务内容免费，付费的pixiv高级会员能使用一些为日常浏览提供便利的附加功能，但不影响评价系统的运作。pixiv是一个日语为主的网站，但用户也可以选择使用简体中文、繁体中文、英语、韩语显示网站的服务框架界面。
每幅作品的页面都设有赞、问卷调查、标签、添加书签、留言和作品回应等功能让其他用户参与进来。每位用户都拥有一个可以自定义的个人主页、類似BBS的留言板、活动公告和展示自己喜欢的作品书签栏。用户可以在对方同意的前提下将双方设为好友，发表的各类信息都可以设定成只有好友可见。pixiv设有作品排行榜，每幅作品得到的总分将影响它们在排行榜上的位置。

### 站內活動
pixiv會因應元旦、日本七夕、萬聖夜、聖誕節等節日，定期舉辦一些活動，這些活動要求用戶提交的作品圍繞著一個共同主題。其後於2008年七夕時，開始有贊助商或者是pixiv公司提供獎品，這證明pixiv已成長為一個流行藝術虛擬社區。之後除了季節性活動外，贊助商也與pixiv開始建立公共關係，提供獎品給創作受大眾喜愛作品的用戶。
也有Pixiv Fantasia這樣的系列企劃。

## 旗下项目
- BOOTH——面向需要售卖自己作品的创作者的网店平台
- pixivision——推送ACG文化相关内容的媒体
- pixiv百科事典——为pixiv的标签提供说明的协作编辑平台
- pixivFACTORY——降低创作门槛的协助服务，与BOOTH联动
- pixiv Sketch——绘画交流平台[33]
- pixivFANBOX——粉丝长期资助创作者的平台
- pixiv PAY——为创作者在线下展会上提供便捷收款方式的服务
- drawr——以Adobe Flash Player为载体，动态展示创作过程并发布的网上描绘版，已于2019年12月2日13:00停止服务[34]
- Pawoo——以Mastodon为基础，以分享创作为主的社交媒体平台，自称是世界上最大的Mastodon实例，2019年12月2日交由Russell公司运营。[35]
- Petalica Paint（原PaintsChainer）——基于人工智能的线稿自动上色服务。
- VRoid Studio —— 一套简化3D虚拟人物建模工序的设计软件，以及配套的模型展示服务（VRoid Hub）和第三方开发工具（VRoid SDK）。

## 争议

### 高层性骚扰案件
2018年5月27日，偶像团体“彩虹征服者”的前成员A，对pixiv的社长永田宽哲提起诉讼。受害人提出的罪名包括在2015年至2016年的旅行中强迫他们合租和合床，强迫他们兼职做全身按摩，以及在更衣室非法拍摄。作为回应，永田宽哲承认了部分指控，并于6月6日辞职。国枝信吾被任命为新社长。

### 公司内部丑闻
2022年5月，一名30多岁的跨性别女性起诉pixiv，称自己在公司不断遭受性骚扰，比如被男高管询问性交次数，或者被强行插入生殖器等要求。此外，受害人表示，在公司内部，男员工对女员工的性骚扰十分猖獗，而且由于自己是跨性别者，对性少数人群的歧视导致他得不到适当的辅导，因此对公司内部的性犯罪提起诉讼。事情发生后，一些日本画师开始抵制pixiv，删除了他们在pixiv的所有作品，并注销了自己的账号。